# Druga Liga 1953-1954
La Druga savezna liga FNRJ 1953-1954, conosciuta semplicemente come Druga liga 1953-1954, fu la 8ª edizione della seconda divisione del campionato jugoslavo di calcio. Dopo due stagioni disputate su più gironi su base repubblicana (Republičke lige), si tornò al girone unico.

## Partecipanti
Nella riunione del consiglio di amministrazione della FSJ del 10 maggio 1953 a Belgrado, si prende la decisione di ricostituire la Druga liga in girone unico da 10 squadre. 14 consiglieri hanno votato a favore, 2 contro e 2 astenuti.
Le squadre aventi diritto di partecipazione vengono individuate fra le retrocesse dalla Prva liga, quelle che hanno fallito gli spareggi nell'edizione precedente e le vincitrici degli spareggi fra le migliori squadre delle leghe repubblicane.
Sono ammesse alla Druga Liga 1953-1954 le seguenti squadre:
- 2 retrocesse dalla Prva Liga 1952-1953: NK Zagabria e Velež Mostar
- 2 che hanno fallito la promozione nella stagione precedente: Borac Banja Luka e Budućnost
- altre 6 provenienti da un torneo di qualificazione fra le squadre meglio piazzate nelle leghe repubblicane.

### Qualificazioni
| and.  | GIRONE OVEST            | rit.  |
| ----- | ----------------------- | ----- |
| 2 - 0 | Sebenico - Tekstilac    | 1 - 3 |
| 0 - 3 | Branik - Željezničar    | 0 - 3 |
| 7 - 0 | Sebenico - Branik       | 1 - 1 |
| 0 - 2 | Tekstilac - Željezničar | 1 - 3 |
| 1 - 0 | Branik - Tekstilac      | 1 - 1 |
| 4 - 0 | Željezničar - Sebenico  | 0 - 2 |

| Rep. | Class. Girone Ovest | P.ti | G | V | N | P | GF | GS | QR    |
| ---- | ------------------- | ---- | - | - | - | - | -- | -- | ----- |
| Bos  | Željezničar         | 10   | 6 | 5 | 0 | 1 | 15 | 3  | 5,000 |
| Cro  | Sebenico            | 7    | 6 | 3 | 1 | 2 | 13 | 8  | 1,625 |
| Slo  | Branik Maribor      | 4    | 6 | 1 | 2 | 3 | 3  | 15 | 0,200 |
| Cro  | Tekstilac Varaždin  | 3    | 6 | 1 | 1 | 4 | 5  | 10 | 0,500 |

| and.  | GIRONE EST          | rit.  |
| ----- | ------------------- | ----- |
| 1 - 0 | Lovćen - Napredak   | 1 - 1 |
| 3 - 2 | Mačva - Rabotnik    | 3 - 1 |
| 0 - 2 | Lovćen - Mačva      | 0 - 2 |
| 1 - 1 | Napredak - Rabotnik | 1 - 0 |
| 2 - 3 | Rabotnik - Lovćen   | 0 - 2 |
| 6 - 0 | Mačva - Napredak    | 0 - 2 |

| Rep. | Class. Girone Est | P.ti | G | V | N | P | GF | GS | QR    |
| ---- | ----------------- | ---- | - | - | - | - | -- | -- | ----- |
| Ser  | Mačva Šabac       | 10   | 6 | 5 | 0 | 1 | 16 | 5  | 3,200 |
| Mon  | Lovćen            | 7    | 6 | 3 | 1 | 2 | 7  | 7  | 1,000 |
| Ser  | Napredak Kruševac | 6    | 6 | 2 | 2 | 2 | 5  | 9  | 0,555 |
| Mac  | Rabotnik Bitola   | 1    | 6 | 0 | 1 | 5 | 6  | 13 | 0,461 |

### Profili
| Squadra           | Città      | Stadio                    | Stagione 1952-53 | Stagione 1952-53         |
| Squadra           | Città      | Stadio                    | Pos.             | Divisione                |
| ----------------- | ---------- | ------------------------- | ---------------- | ------------------------ |
| Velež Mostar      | Mostar     | Stadion Sjeverni logor    | 11º              | Prva liga                |
| NK Zagabria       | Zagabria   | Stadion Zagreba           | 12º              | Prva liga                |
| Šibenik           | Sebenico   | Stadion Šubićevac         | 3º               | Hrvatsko-Slovenska liga  |
| Branik Maribor    | Maribor    | Stadion Ljudski vrt       | 6º               | Hrvatsko-Slovenska liga  |
| Borac Banja Luka  | Banja Luka | Gradski stadion           | 1º               | Liga Bosne i Hercegovine |
| Željezničar       | Sarajevo   | Stadion 6. April          | 2º               | Liga Bosne i Hercegovine |
| Mačva Šabac       | Šabac      | Stadion Mačve             | 2º               | Srpska liga              |
| Napredak Kruševac | Kruševac   | Stadion Napretka          | 3º               | Srpska liga              |
| Budućnost         | Titograd   | Stadion Pod Goricom       | 1º               | Crnogorska liga          |
| Lovćen            | Cettigne   | Stadion pod Orlovim kršem | 2º               | Crnogorska liga          |

### Provenienza
| Slovenia         | Croazia                  | Bosnia Erzegovina                               | Serbia    | Serbia                            | Serbia    | Montenegro           | Macedonia |
| Slovenia         | Croazia                  | Bosnia Erzegovina                               | Voivodina | Serbia Centrale                   | Kosovo    | Montenegro           | Macedonia |
| ---------------- | ------------------------ | ----------------------------------------------- | --------- | --------------------------------- | --------- | -------------------- | --------- |
| - Branik Maribor | - Sebenico - NK Zagabria | - Borac Banja Luka - Velež Mostar - Željezničar | - nessuna | - Mačva Šabac - Napredak Kruševac | - nessuna | - Budućnost - Lovćen | - nessuna |

## Classifica
|                  | Pos. | Squadra           | Pt | G  | V  | N | P  | GF | GS | QR    |
| ---------------- | ---- | ----------------- | -- | -- | -- | - | -- | -- | -- | ----- |
|                  | 1.   | NK Zagabria       | 24 | 18 | 10 | 4 | 4  | 35 | 18 | 1,944 |
|                  | 2.   | Željezničar       | 24 | 18 | 11 | 2 | 5  | 44 | 26 | 1,692 |
|                  | 3.   | Velež Mostar      | 23 | 18 | 11 | 1 | 6  | 41 | 22 | 1,863 |
|                  | 4.   | Mačva Šabac       | 20 | 18 | 8  | 4 | 6  | 39 | 29 | 1,344 |
|                  | 5.   | Budućnost         | 20 | 18 | 8  | 4 | 6  | 23 | 27 | 0,851 |
|                  | 6.   | Napredak Kruševac | 18 | 18 | 8  | 2 | 8  | 33 | 23 | 1,434 |
|                  | 7.   | Lovćen            | 17 | 18 | 5  | 7 | 6  | 25 | 28 | 0,892 |
|                  | 8.   | Branik Maribor    | 16 | 18 | 6  | 4 | 8  | 30 | 45 | 0,666 |
|                  | 9.   | Borac Banja Luka  | 12 | 18 | 5  | 2 | 11 | 20 | 46 | 0,434 |
|                  | 10.  | Sebenico          | 6  | 18 | 2  | 2 | 14 | 11 | 37 | 0,297 |
| Fonte: HRnogomet |      |                   |    |    |    |   |    |    |    |       |

Legenda:

      Promossa in Prva Liga 1954-1955.

  Partecipa agli spareggi promozione/retrocessione.

      Retrocessa in terza divisione jugoslava 1954-1955.

      Esclusa dal campionato.
Note:

Due punti a vittoria, uno a pareggio, zero a sconfitta.
In caso di arrivo di due o più squadre a pari punti, la graduatoria viene stilata secondo il quoziente reti tra le squadre interessate.

## Spareggi per la promozione in Druga Liga 1954-55
Vengono disputati (4 e 11 luglio 1954) gli spareggi (Kvalifikacije za ulazak u Drugu saveznu ligu) fra le vincitrici delle 6 repubbliche per decretare le 3 squadre che verranno promosse nella Druga Liga 1954-1955.
- campioni repubblicani 1954
- ŽNK Lubiana (campione Slovenia)
- Metalac Zagabria (campione Croazia)
- Zenica (campione Bosnia)
- Šumadija Aranđelovac (campione Serbia)
- Bokelj (campione Montenegro)
- Pobeda (campione Macedonia)

```
SPAREGGI:

Lubiana - 
Bokelj Kotor
            0-0  0-2
Pobeda Prilep - 
Metalac Zagabria
  2-0  1-4

Zenica
 - Šumadija Aranđelovac     4-0  0-2
```

```
Metalac Zagabria
, 
Zenica
 e 
Bokelj
 promosse in 
Druga Liga 1954-1955
```